# 明治エッセルスーパーカップ
明治エッセルスーパーカップ（めいじエッセルスーパーカップ、英称: Meiji Essel Super Cup ）は、株式会社明治（旧・明治乳業）が日本で製造して販売する、カップ入りラクトアイスである。

## 概要

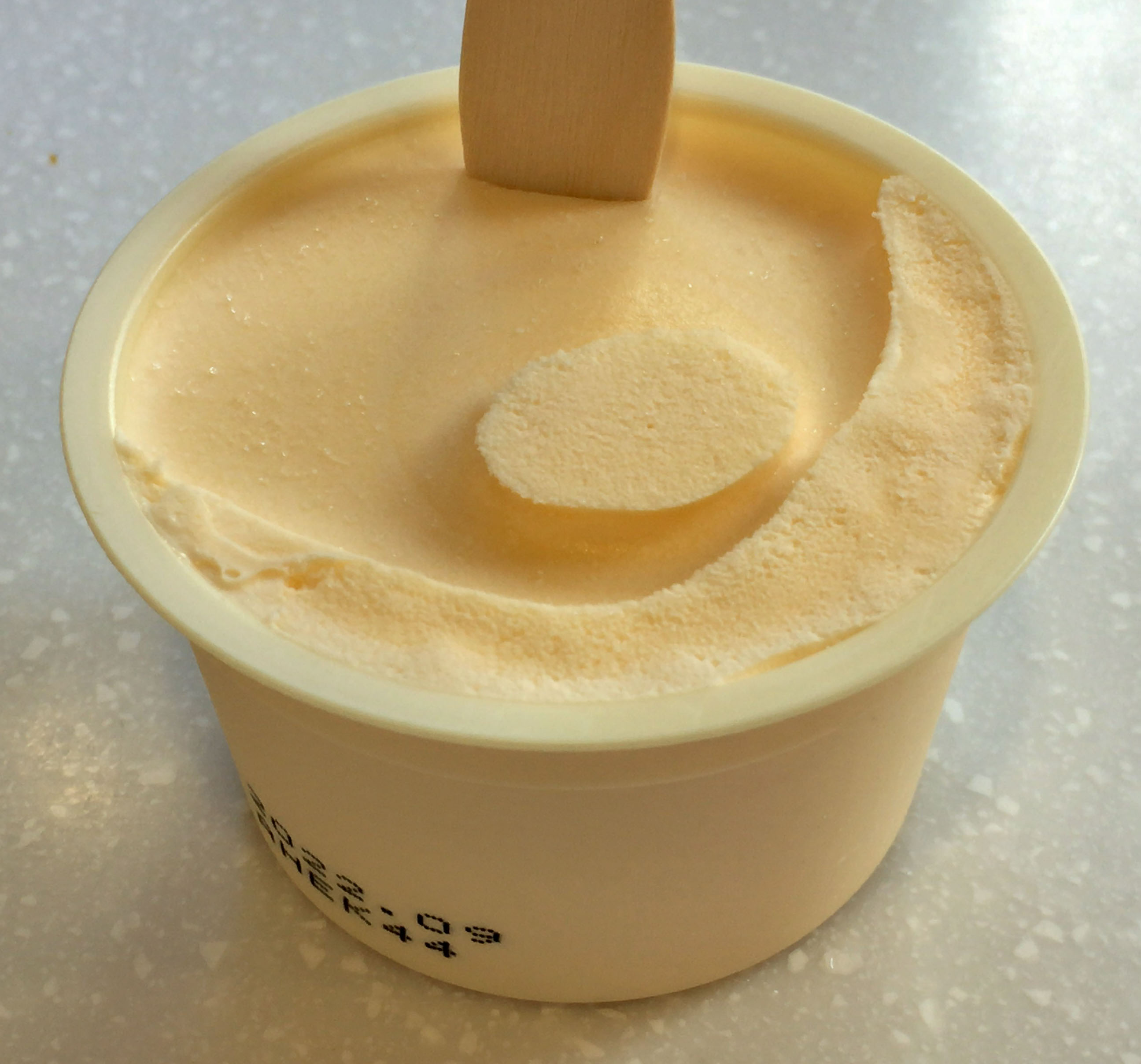
明治エッセルスーパーカップ 超バニラ
画像は明治エッセルスーパーカップミニ 超バニラ。

シリーズの基となる「エッセルスーパーカップ」は、1994年（平成6年）9月20日に発売された。1984年（昭和59年）発売のアイスクリーム「エッセル (Essel)」のブランド名を継承したもので、明治の社内では現在も「エッセル」の略称を用いる。ブランド名 "Essel" は「エクセレント」と「エッセンシャル」を由来とする造語（かばん語）である。
メーカー希望小売価格は1個 200ミリリットル (ml) 入り100円（消費税別、2021年現在140円）の商品設定は、発売当時に主流であった150 ml入り100円の競合商品と差別化を図りヒット商品となった。以来、ボリュームと様々なフレーバーで訴求し、日本全国のコンビニエンスストアや小売店で販売している。通年販売するフレーバーのほかに、季節限定フレーバーも約2か月ごとに発売する。
2002年（平成14年）10月14日に 90 mlのミニサイズが6個入ったマルチパック（箱アイス）「明治エッセルスーパーカップ ミニ」の第1弾として超バニラを発売して通年で販売する。
2006年（平成18年）にスーパーカップシリーズの姉妹品として付加価値を高めた高級志向の「明治エッセルターボカップ」シリーズを発売した。
2009年（平成21年）4月に明治製菓（現・Meiji Seikaファルマ）と経営統合してブランドロゴを変更し、2009年9月以降の新製品、リニューアル品、既存製品の新ブランドロゴ表示切替、を開始し、スーパーカップシリーズは全商品に新しいロゴを導入した。2011年（平成23年）にフィルム状中蓋を設けた。
2016年（平成28年）12月にスーパーカップシリーズの新ラインとして、層状ラクトアイスデザート「明治エッセルスーパーカップ Sweet's（ - スイート、英: Meiji Essel Super Cup Sweet's）」を発売し、第1弾の「苺ショートケーキ」がヒットした。内容量は172 ml、メーカー希望小売価格は220円（消費税別）。
2022年9月に定番レギュラーカップ（200 ml）の累計売上個数が60億個を突破した。
海外でも台湾などで展開しており、輸送費などのコストが上乗せされるため、日本と比較して2倍程度の価格となっているが、人気は高いとしている。
2024年に発売30周年を迎え、明治が発売開始日にちなみ毎年9月20日を「明治エッセルスーパーカップの日」と制定した。

## 商品展開

### 販売中
基幹商品、通年商品、再販売季節商品、不定期再販売商品、新発売品。株式会社明治のウェブサイトで2021年5月13日確認。東京都区部で2021年4月30日確認。

#### スーパーカップ
内容量：200 ml。
価格：メーカー希望小売価格 消費税別 100円（1994年 - 2008年3月2日）→120円（2008年3月3日 - 2015年2月28日）→130円（2015年3月1日 - 2019年2月28日）→140円（2019年3月1日 - 2022年5月31日）→150円（2022年6月1日 - 2023年2月28日）→160円（2023年3月1日 - ）。
想定購買層：10代から20代の男女を中心に全般。
- 超バニラ（ちょうバニラ、スーパーバニラ｜Super vanilla[23])

基幹商品。通年商品。エネルギー：374kcal。2009年6月に「バニラ感アップ」を謳ってリニュアルし、同時にチョコミントを新発売する。発売25年を記念して2019年3月上旬に超バニラの味とパッケージをリニューアルし、抹茶、チョコクッキー、明治エッセルスーパーカップミニ 超バニラ、クッキーバニラ、抹茶 チョコクッキー、計6商品を順次刷新した。
- チョコクッキー (Chocolate Cookie) - 基幹商品。通年商品[17][23]。エネルギー：298kcal[26]。
- 抹茶 (Green Tea)

基幹商品。通年商品。エネルギー：301kcal。シリーズ初の和風フレーバーとして2000年9月23日に発売した。同時発売：キャラメルチョコ。抹茶のフレーバー。
- カスタードクッキー (Custard Cookie)[28] - 2017年3月6日発売[28]。カスタード風味のラクトアイスとしっとり食感のココアクッキーの組み合わせ[29]。2021年3月8日再販[29][30]。
- 紅茶クッキー - 2019年1月14日発売[31]。シリーズ初の紅茶味[31]。2020年9月7日再販[32]。
- キャラメルラテ&クッキー - 2020年3月9日発売[33]。
- 白桃ヨーグルト味 (White Peach Yogurt Flavor) - 2020年6月8日発売[34][35]。白桃の果肉とヨーグルト風味の組み合わせ[34]。
- ほうじ茶クッキー - 2021年1月11日発売[36][37]。ほうじ茶パウダーを混ぜ込んだクッキー入り[36]。
- ゴールデンパインヨーグルト味 - 2021年5月10日発売[38]。
- いちごカスタード - 2023年3月6日発売。卵黄を使用したカスタードアイスにいちご果肉入りのソースを混ぜ込んだ期間限定商品[39]。

#### スーパーカップミニ
内容量：90ml × 6 。
価格：オープン価格［参考小売価格 消費税別 320円］（2002年10月14日 - 2015年2月28日）→メーカー希望小売価格 消費税別 420円］（2015年3月1日 - 2019年2月28日）→ 450円（2019年3月1日 - 2021年現在）。
想定購買層：全世代（発売時）→40代から50代の男女を中心に全般。
- 超バニラ - 基幹商品[25]。通年商品。2002年10月14日新発売[8]。
- クッキーバニラ - 基幹商品[25]。通年商品。
- 抹茶 チョコクッキー - 基幹商品[25]。期間限定商品。抹茶のフレーバー3個と、チョコクッキーのフレーバー3個の取り合わせ[25]。
  - 抹茶&チョコクッキー - 2021年3月改称を確認[41]。
- 紅茶クッキー - 2020年11月2日発売[42]。期間限定商品。

#### スーパーカップ Sweet's
内容量：172 ml。
価格：メーカー希望小売価格：消費税別 220円（2018年 - 2021年現在）。
想定購買層：20代から40代の男女を中心に全般。
- 苺ショートケーキ[44](Strawberry Shortcake [45]) - 基幹商品[46]。2016年12月発売[10]。
- ベリーベリーフロマージュ (Very Berry Fromage) - 2020年6月22日発売[47][45]。在庫限り。
- スイートポテト (Sweet Potato) - 2020年9月28日発売[48][49]。在庫限り。
- イタリア栗のモンブラン (Italian chestnut Mont Blanc) - 2020年10月26日発売[50][51]。
- 4層仕立てのガトーショコラ (4-Layered Gateau Chocolate) - 2020年12月21日発売[52][53]。
- 宇治抹茶ティラミス (Uji Matcha Tiramisu)

2021年3月29日発売。抹茶入りクッキー、マスカルポーネチーズ入りラクトアイス、抹茶ソース、および、抹茶入りラクトアイスの4層重ね。抹茶には宇治抹茶だけを使用。

### 終売

#### スーパーカップ
- メロン (Melon) - 2009年6月発売[23]。
- マンゴー
- 小倉
- 杏仁豆腐
- 巨峰
- とよのかいちご
- 白桃
- りんご
- ミント
- ヨーグルト
  - みかんヨーグルト - 以前発売されていたヨーグルトのリニューアル版。2010年5月発売。
- ティラミス
- 超いちごマーブル（つぶつぶいちご入り）
- 超チョコ&チョコ（あらびきチョコチップ入り）
- チョコミント (Chocolate Mint)

2009年6月発売。ミントチョコレートのフレーバー。2012年2月20日再販、2014年2月3日再販、2016年7月4日再販、2018年6月4日再販、2019年9月2日再販、2022年7月11日再販、2023年7月3日再販。
- キャラメルチョコ - 2000年9月23日発売[8]。同時発売された「抹茶」は[8]通年商品になっていった。
- ストロベリーチョコ - 2000年11月18日発売[8]。
- バナナチョコ - 2010年9月発売。
- メープルクッキー - 2010年11月発売。
- チーズケーキ - 2011年9月発売。
- マロン (Maron) - 2012年9月10日発売[63]。
  - マロン味 (Maron Flavor) - 2016年11月再販[64]
- チョコチップバニラ - 2013年2月発売。2018年1月15日再販[17]。
- ミントチョコ - 2013年5月13日発売。
- クッキーバニラ (Cookie Vanilla) - 2013年9月発売[65]。2014年6月2日再販[66]、2017年7月再販[67]、2019年7月再販[68]。
- ストロベリーチーズ (Strawberry Cheese)

2013年11月18日発売。「つぶつぶいちご入り」を謳う。2018年11月12日（5年ぶり）再販、2020年11月2日再販。2018年の再販以降はチーズにマスカルポーネを使用。
- いちごヨーグルト味 (Strawberry Yogurt Flavor)[71] - 2014年4月7日発売。
- キャラメルクッキー (Caramel Cookie)

2015年1月12日発売。2016年9月5日再販、2018年9月17日再販。（2018年の再販までで）他のシーズンフレーバーと比較して約1.4倍の売り上げ実績がある人気のフレーバー。
- カフェオレ&クッキー (Cafe Ole & Cookie) - 2015年3月2日発売[73]。「風味豊かなココアクッキー入り」を謳う[74]。2018年7月30日再販[74][75][76]。
- ブルーベリーヨーグルト味 (Blueberry Yogurt Flavor) - 2015年5月11日発売[77]。ブルーベリーとヨーグルトの組み合わせ[77]。2019年5月6日（4年ぶり）再販[77]。
- アーモンドチョコチップ - 2016年1月11日発売。
- バナナチョコチップ (Banana Chocolate Chip)[78] - 2016年3月7日発売。
- 練乳いちご味 (Condensed Strawberry Taste)[79] - 2016年5月2日発売。
- アップルカスタード - 2017年1月9日発売[80]。
- フルーツヨーグルト (Fruit Yoghurt Taste)[81] - 2017年5月1日発売。
- スイートポテト - 2017年11月13日発売[82]。
- バナナ&クッキー - 2018年3月12日発売[83][3]。
- ソルティバタークッキー - 2019年3月4日発売[84]。塩味の効いたバタークッキーを混ぜ込んだフレーバーで、シリーズ初[84]。
- 白いチョコミント (White Chocolate Mint) - 2020年7月20日発売[85][86]。

#### スーパーカップミニ
- キャラメル

#### スーパーカップ Sweet's
- ショコラオランジュ (Chocolate Orange)[87] - 2016年12月発売[43]。2017年12月再販[43]、2018年12月10日再販[43][87]。
- ティラミス - 2017年10月[88]発売[80]。
- ブルーベリーチーズケーキ (Blueberry Cheesecake) - 2018年4月23日発売[9][89]。
- アップルタルト (Apple Tart) - 2018年8月27日発売[90]。
- フルーツタルト - 2019年3月25日発売[46]。
- マンゴー杏仁 (Mango Yin) - 2019年6月10日発売[91][92]。マンゴー味および杏仁豆腐風味のラクトアイスとパッションフルーツソースなどを使用[46]。
- モンブラン (Mont Blanc) - 2019年10月7日発売[93][94][10]。モンブランのフレーバー[93]。
- アフォガート (Affogato) - 2019年12月16日発売[95][96]。イタリアン・デザート「アフォガート」のフレーバー[95]。「とろ～りエスプレッソソース」を謳う[95]。
- タピオカ紅茶ラテ (Tapioca Black Tea Latte) - 2020年3月30日発売[97][98]。「もちもち食感 タピオカ入り」を謳う[97]。

#### その他の商品
- おかしなまぜまぜ 明治エッセルスーパーカップ（おかしなまぜまぜ エッセルスーパーカップ）[99][100][101][102]

タカラトミーアーツ（大手玩具メーカー）が2012年4月26日に発売したコラボレーション商品。明治エッセルスーパーカップの上にセットすることで様々な食材を砕いてトッピングすることができる料理玩具である。対象年齢は15歳以上。「好きなお菓子や くだものを混ぜて オリジナルアイスをつくろう!」がキャッチコピー。バニラブルーとストロベリーピンクの全2色。メーカー希望小売価格 1,260円（消費税込み）。
- きのこの山エッセルスーパーカップ超バニラ [103]

内容量：64g。参考小売価格：消費税別 200円（2019年）。2019年5月14日全国発売。エッセルスーパーカップ超バニラと、ロングセラー商品「きのこの山」とのコラボレーション。

#### その他の企画
- エッセル トッピングパーラー [104][105][106][107]

渋谷センター街プロモーションスペース「n_space」で、2018年（平成30年）のゴールデンウィーク4月27日から5月6日まで「明治エッセルスーパーカップ」シリーズ初のポップアップストアを開業した。イメージキャラクターとして乃木坂46の大園桃子、久保史緒里、山下美月、与田祐希らをPR動画などで用いた。

## 広告、CM
2020年よりWebCMにて「ふつうって、スーパー最高。」をコンセプトに全国の中高生キャストが出演。CMソングは書き下ろし曲。
- 2020年 - 瑛人「ライナウ」
- 2021年 - リュックと添い寝ごはん「くだらないまま」
- 2022年 - Mega Shinnosuke「愛しい日々。」

### CMキャラクター
過去
- 所ジョージ
- 中澤佑二 - 「明治エッセルスーパーカップ」（2000年4月6日-1季以上）[111]。
- 宮本恒靖 - 「明治エッセルスーパーカップ」（2000年4月6日-1季以上）[112]。
- DA PUMP - 「明治エッセルスーパーカップ」（2002年4月5日-6月3日-9月23日-11月20日-1季以上）[113]。
- 荒井萌（現・あらい美生）

「明治エッセルスーパーカップ」（2009年3月2日-5月25日-9月14日-11月23日-2010年2月22日-5月24日-10月4日-11月23日-2011年2月22日-7月12日-9月13日-11月22日-2012年2月21日-5月22日-9月11日-2013年2月26日-1季）
- TEMPURA KIDZ

「明治エッセルスーパーカップ」（2015年6月4日-8月15日-9月5日-11月7日-2016年1月16日-5月7日-7月9日-9月7日-1季）。
- 乃木坂46

「Sweet's ティラミス」（2017年10月-1季）、「Sweet's ブルーベリーチーズケーキ」（2018年4月23日-1季）、動画「エッセル トッピングパーラー 乃木坂46“アレンジエッセル”スペシャルムービー」（2018年4月26日-5月6日）、「明治エッセルスーパーカップ」（2018年6月4日-1季）、「Sweet's アップルタルト」（2018年8月27日-1季）、「Sweet's ショコラオランジュ」（2018年12月10日-1季）、「Sweet's マンゴー杏仁」（2019年6月10日-1季）、「Sweet's モンブラン」（2019年10月7日-1季）、「Sweet's アフォガート」（2019年12月16日-1季）。
文化放送のラジオ番組『乃木坂46の「の」』もブランド提供していた。
- 浦郷絵梨佳[125]

「明治エッセルスーパーカップ Sweet's」「Sweet's Time」シリーズ（スイートポテト｜2020年9月-1季）。CMソングはLUCKY TAPESの高橋海が、作曲・演奏・歌を担当。続篇（宇治抹茶ティラミス｜2021年3月-1季）。